# Код Циврића
Код Циврића (првобитни назив Глас југа и Парламент код Циврића), је српски сатирични вебсајт, који делује на територији града Врања и југа Србије. Сајт је добио име по кући породице Циврић која се налази на углу улице Карађорђеве и улице Краља Стефана Првовенчаног у Врању, где се обично окупљају увече људи. Сајт је инспирисан порталима Njuz.net и Вукајлија.
Циљ вебсајта је „да на шаљив и сатиричан начин приказују менталитет, мане и врлине народа врањског краја.“
Брзо је стекао популарност у Врању и околини захваљујући Фејсбук групи која парарелно ради са сајтом, а излази редовно као рубрика у Врањским новинама.
Сајт има 7 рубрика (парламент код циврића, у туђега татка, боље си ћути, човеци, ћош у помрачину, закусавање и блог). Сајт је аутор два мима: САМО КРОТКО и немој си теча. Мим САМО КРОТКО је инспирисан британским постером из Другог светског рата: Keep Calm and Carry On. 